# Gare de Générac
La gare de Générac est une gare ferroviaire française de la ligne de Saint-Césaire au Grau-du-Roi, située sur le territoire de la commune de Générac, dans le département du Gard en région Occitanie. 
C'est une halte voyageurs de la Société nationale des chemins de fer français (SNCF) desservie par des trains express régionaux TER Occitanie.

## Situation ferroviaire
Établie à 69 mètres d'altitude, la gare de Générac est située au point kilométrique (PK) 13,563 de la ligne de Saint-Césaire au Grau-du-Roi, entre les gares voyageurs ouvertes de Saint-Césaire et de Beauvoisin.

## Histoire
Construite en 1873, la gare de Générac favorisa grandement l'essor de l'économie du village entre la fin du XIXe siècle et le début du XXe siècle. Elle permit en effet aux agriculteurs de se fournir en engrais et d'exporter plus aisément leurs productions. Elle permit également aux tuileries du village de se fournir en charbon, via un quai dédié. À la suite de la fermeture de la dernière tuilerie en 1946, le trafic local connut une baisse significative. À la suite du départ du dernier chef de gare en 1981, le bâtiment fut laissé à l'abandon jusqu'aux années 2000. Des logements privés y furent alors aménagés.

## Fréquentation
Selon les estimations de la SNCF, la fréquentation annuelle de la gare figure dans le tableau ci-dessous.
| Année               | 2015 | 2016 | 2017 | 2018 | 2019 | 2020 | 2021  | 2022  | 2023  |
| ------------------- | ---- | ---- | ---- | ---- | ---- | ---- | ----- | ----- | ----- |
| Nombre de voyageurs | 354  | 218  | 434  | 357  | 801  | 580  | 1 016 | 1 730 | 1 622 |

## Service des voyageurs

### Accueil
Halte SNCF, c'est aujourd'hui un point d'arrêt non géré (PANG) à entrée libre.

### Desserte
Générac est desservie par des trains TER Occitanie qui effectuent des missions entre les gares de Nîmes et du Grau-du-Roi.

### Intermodalité
Un parking pour les véhicules est aménagé. 